# Sims (Illinois)
Sims es una villa ubicada en el condado de Wayne en el estado estadounidense de Illinois. En el Censo de 2010 tenía una población de 252 habitantes y una densidad poblacional de 80,95 personas por km².

## Geografía
Sims se encuentra ubicada en las coordenadas 38°21′41″N 88°32′7″O / 38.36139, -88.53528. Según la Oficina del Censo de los Estados Unidos, Sims tiene una superficie total de 3.11 km², de la cual 3.11 km² corresponden a tierra firme y (0%) 0 km² es agua.

## Demografía
Según el censo de 2010, había 252 personas residiendo en Sims. La densidad de población era de 80,95 hab./km². De los 252 habitantes, Sims estaba compuesto por el 98.81% blancos, el 0.4% eran afroamericanos, el 0% eran amerindios, el 0% eran asiáticos, el 0% eran isleños del Pacífico, el 0.4% eran de otras razas y el 0.4% pertenecían a dos o más razas. Del total de la población el 0.4% eran hispanos o latinos de cualquier raza.